# Spectru (fizică)

Diagramă reprezentând spectru electromagnetic

Un spectru (spectre la plural) este o condiție care nu este limitată la un set specific de valori, dar poate varia, fără lacune, pe un continuum. Cuvântul a fost folosit pentru prima dată științific în optică pentru a descrie curcubeul de culori în lumina vizibilă după trecerea printr-o prismă.  Pe măsură ce înțelegerea științifică a luminii a avansat, aceasta a ajuns să se aplice întregului spectru electromagnetic. A devenit astfel o mapare a unei game de mărimi (lungimi de undă) la o serie de calități, care sunt „culorile curcubeului” percepute și alte proprietăți care corespund lungimilor de undă care se află în afara spectrului luminii vizibile.